# بک یون شیک
بک یون شیک (انگلیسی: Baek Yoon-sik؛ زادهٔ ۱۶ مارس ۱۹۴۷) یک هنرپیشه، و بازیگر سینما اهل کره جنوبی است. وی از سال ۱۹۷۰ میلادی تاکنون مشغول فعالیت بوده‌است.